# Kantongerecht Hoogeveen
Het kantongerecht Hoogeveen was van 1838 tot 1934 een van de kantongerechten in Nederland. Het gerecht kreeg in 1900 een eigen gebouw, ontworpen door W.C. Metzelaar, aan de Brinkstraat. Bij de instelling was Hoogeveen het tweede kanton van het arrondissement Assen.

## Het kanton
Kantons werden in Nederland ingevoerd in de Franse tijd. Drenthe werd in 1811, als arrondissement Assen van het depertement van de Westereems, verdeeld in vier kantons. Ieder kanton was de zetel van een vrederechter. Toen in 1838 de vrederechter vervangen werd door de kantonrechter verminderde het aantal kantons aanzienlijk. In Drenthe viel dat mee, enkel het  kanton Dalen verdween. Dalen werd grotendeels bij het  oude kanton  Hoogeveen gevoegd. Hoogeveen omvatte in 1838 de gemeenten:Hoogeveen, Dalen, Coevorden, Oosterhesselen, Sleen, Zweeloo, Beilen, Ruinen, Westerbork en Zuidwolde.

### Aanpassingen
In 1877 vond er een herindeling plaats van de rechtsgebieden in Nederland. De provinciale hoven werden opgeheven en het aantal rechtbanken en kantongerechten werd ingekrompen. Tegen die ontwikkeling in werd in Drenthe een nieuw, vierde, kanton ingevoerd. Het in 1838 verdwenen kanton Dalen werd min of meer heropgericht als kanton Emmen. Voor Hoogeveen betekende dit dat de gemeenten Coevorden, Dalen en Sleen uit het kanton werden gelicht en naar Emmen overgingen.
In 1933 vond een tweede reorganisatie plaats. Deze betekende het einde voor het kantongerecht in Hoogeveen. Als enige van de vier kantons in Drenthe werd het opgeheven, waarbij de ligging halverwege Emmen en Meppel als voornaam argument werd gebruikt om voor sluiting van Hoogeveen te kiezen. De gemeenten Beilen en Westerbork gingen naar het kanton Assen, de gemeenten Oosterhesselen en Zweeloo naar Emmen, terwijl Hoogeveen, Ruinen en Zuidwolde werden toegevoegd aan het kanton Meppel.